# Clairance mucociliaire

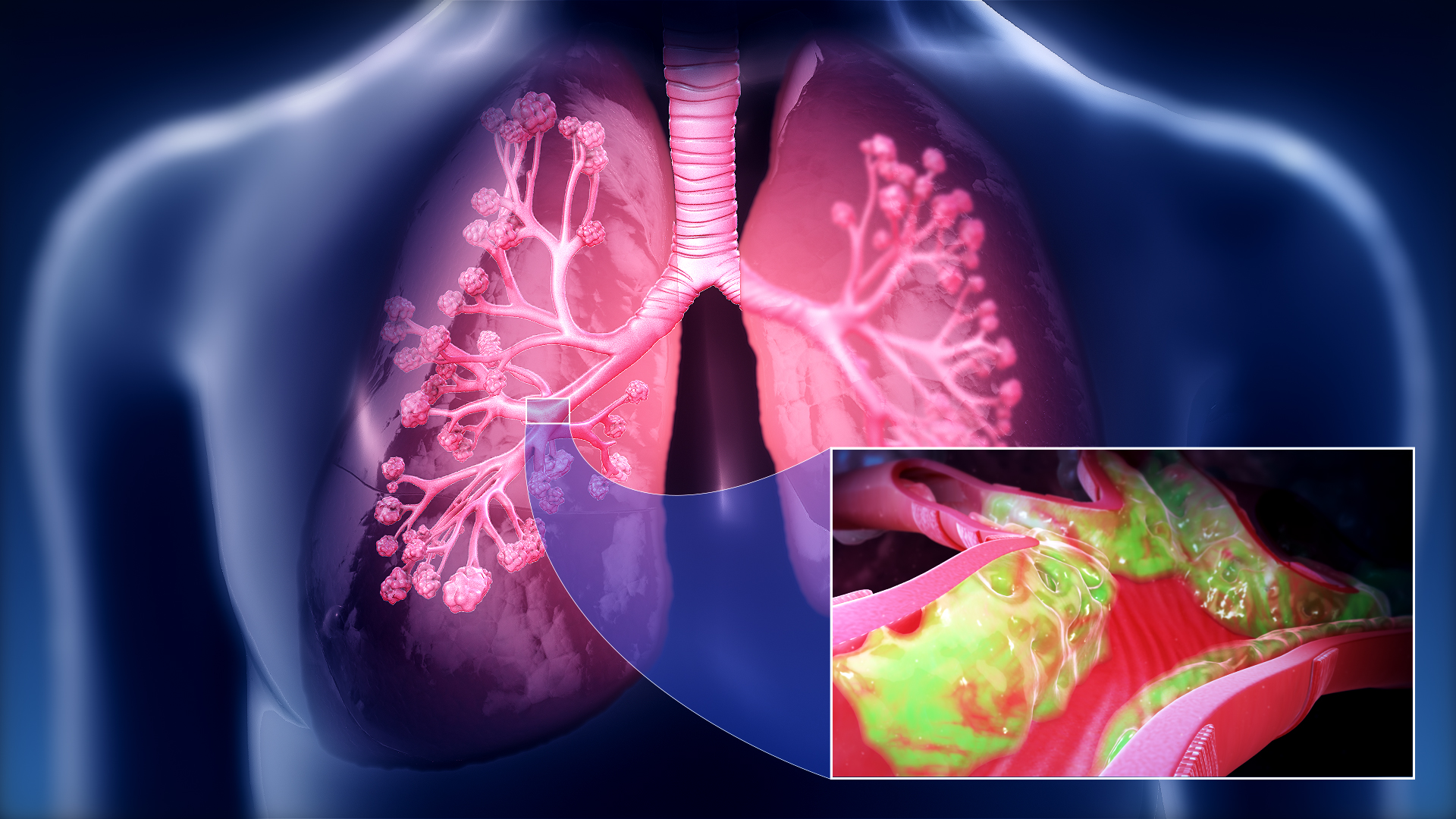
Accumulation de mucus dans les voies respiratoires bronchiques, résultant d'une altération de la clairance mucociliaire.

La clairance mucociliaire est un processus d'épuration par lequel les particules des aérocontaminants sont piégées dans le mucus sécrété par les muqueuses ciliées des voies respiratoires. Ce nettoyage mécanique s'effectue à l'aide d'un système d'auto-nettoyage efficace, le système mucociliaire (SMC), mécanisme de défense qui entre en jeu à chaque inspiration. À cet effet, la muqueuse du nez, des sinus paranasaux et des bronches est composée de cellules ciliées portant des cils cellulaires dont le battement fait avancer le mucus en direction de l'hypopharynx (élimination dans le système digestif via la déglutition) ou de l'extérieur (mouchage, rhinorrhée, éternuement, expectoration sous forme de crachats et de glaires).
C'est, avec le réflexe de la toux, l'un des deux processus de protection des poumons pour éliminer les particules inhalées, y compris les agents pathogènes, avant qu'elles n'atteignent les tissus sensibles des poumons.

## Cils
Chaque cellule ciliée porte environ 200 cils vibratiles. « La fréquence de battement ciliaire est de 9 à 15 Hz, ce qui fait une vitesse du transport du mucus de 3-25 mm/min. Cela veut dire que pour un nez de 6 cm de long, la clairance mucociliaire dure jusqu'à 20 minutes ».

## Système mucociliaire
La clairance mucociliaire est assurée par la couverture mucociliaire (SMC animé d'un mouvement d'escalator mucociliaire).
Un facteur important pour l'efficacité du SMC est le taux de sécrétion de mucine. Les canaux ioniques CFTR et ENaC (en) travaillent ensemble pour maintenir l'hydratation nécessaire des voies respiratoires.
Toute perturbation du fonctionnement étroitement régulé des cils peut provoquer une maladie. Des perturbations dans la formation structurelle des cils peuvent provoquer un certain nombre de ciliopathies, notamment la dyskinésie ciliaire primaire (en). L'exposition à la fumée de cigarette peut provoquer un raccourcissement des cils.̈